# Agostino Beltrano
Agostino Beltrano (Naples, 1607 - Naples, 1656) est un peintre italien du XVIIe siècle appartenant à l'école napolitaine, d'abord élève de Massimo Stanzione, ensuite  influencé par l'ambiance naturaliste de l'atelier de Filippo Vitale, fréquentée par Falcone et Pacecco de Rosa.

## Biographie
Il est baptisé en l'église Santa Maria della Carità.
Il aurait tué sa femme, la peintre Aniella di Beltrano (ou Aniella di Rosa), dans un accès de jalousie.
Il meurt de la peste en 1656.

## Œuvres
- Fresques de l'église S. Maria degli Angeli a Pizzofalcone[1] (1644 – 1645),
- à S. Agostino degli Scalzi (1649),
- à S. Maria della Sanità (1654 - 1656),
- à S. Maria Donnaregina Nuova (1655),
- retable pour la cathédrale de Pouzzoles,
- Saint Jérôme et saint Nicolas de Tolentino, retable pour la chapelle Schipani à S. Agostino degli Scalzi,
- retable de Saint Blaise à Santa Maria della Sanità à Naples,  son ultime œuvre.

Œuvres à sujet profane
- Portrait de Carlo Tocco, pinacothèque de Pio Monte della Misericordia piomonte.napolibeniculturali.it